# ليزلي ديفيس
ليزلي ديفيس (بالإنجليزية: Leslie Davis)‏ هو دبلوماسي أمريكي، ولد في 1876، وتوفي في 1960.